# Vahen
Vahen je priimek več znanih Slovencev:
- Damjan Vahen - Svetinov (1913—1981), novinar, pisatelj in esperantist
- Gorazd Vahen (*1969), ilustrator (slikar, oblikovalec)
- Julka Vahen (*1940), novinarka, RTV-komentatorka (psihologinja)
- Mihael Vahen (1910—1984), zborovodja
- Rudi Vahen (1915—1997), novinar, časnikar
- Tone Vahen (1941—2014), novinar, urednik (TV?)